# Улица Гастелло (Москва)
Улица Гастелло (до 9 мая 1960 года — 3-я Сокольническая улица) — улица на востоке Москвы.

## Расположение
Расположена в районе Сокольники Восточного административного округа между эстакадой Электрозаводского моста и Русаковской улицей, на правом берегу реки Яузы. На карте города её начальный отрезок появился в 1920-е годы, когда был спущен последний из прудов речки Рыбинки.

## Название

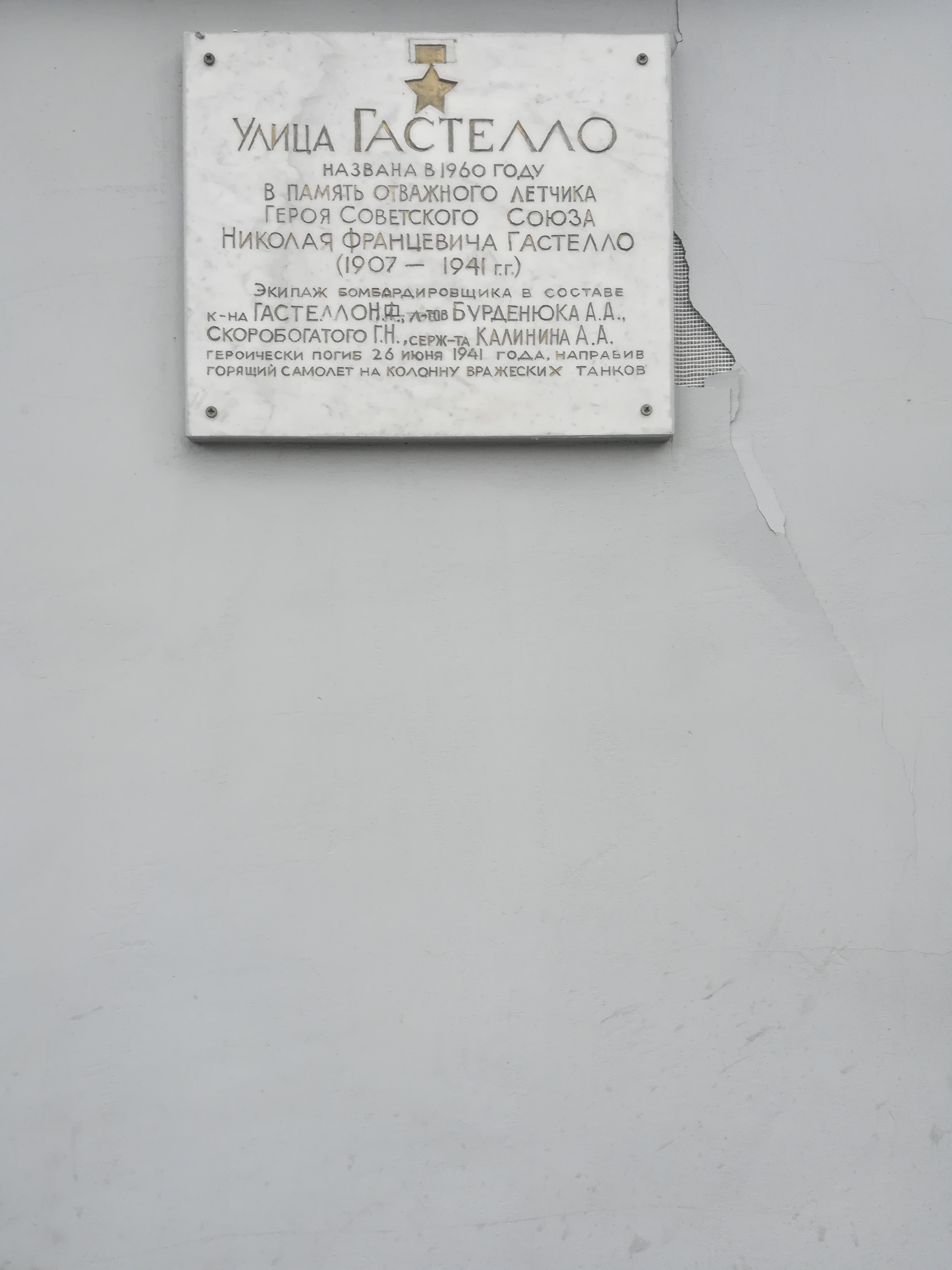
Мемориальная доска

Названа 9 мая 1960 года в честь Героя Советского Союза Николая Гастелло — советского военного лётчика, капитана, участника трёх войн, командира 2-й эскадрильи 207-го дальнебомбардировочного авиационного полка 42-й дальнебомбардировочной авиационной дивизии 3-го дальнебомбардировочного авиационного корпуса Дальнебомбардировочной авиации ВВС РККА. Прежнее название — 3-я Сокольническая улица.

## Примечательные здания
- Дом № 5. В западной части, между пересечениями с 4-й и 5-й Сокольническими улицами, расположено деревянное одноэтажное здание с мезонином. Построено в 1903 году (архитектор Л. И. Лозовский). Дом крестьян Владимирской губернии и  каменных дел мастеров Матвея и Ивана  Антоновича Страховых, впоследствии перешедший семье Ивана Семёновича Родина — известного московского велосипедного мастера. Памятник архитектуры частично пострадал в процессе капитального ремонта в 1970-х годах. В настоящее время перестроен.

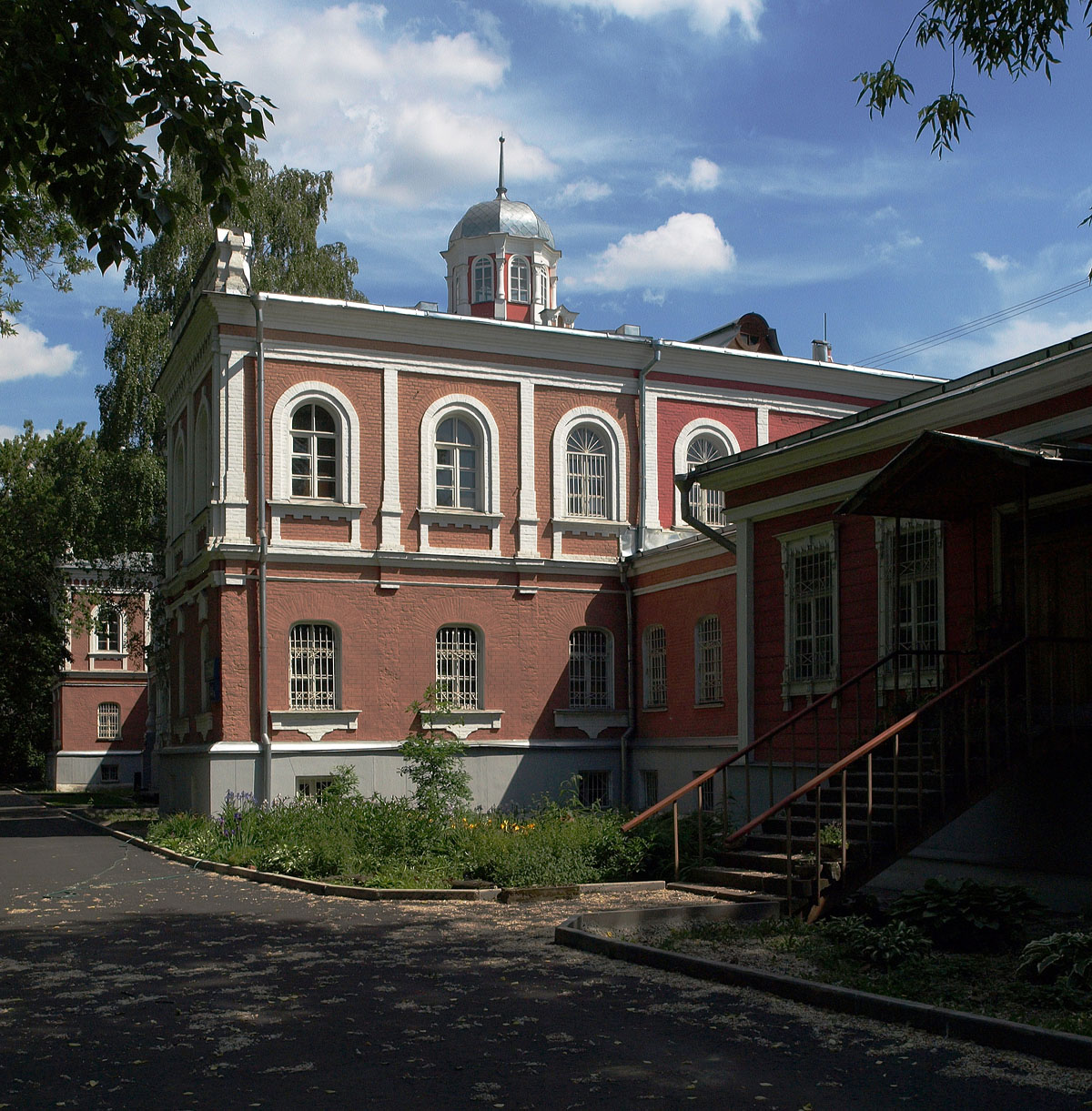
Загородный дворец Елизаветы Петровны

- № 27 — Особняк (ок. 1907, архитектор Л. И. Лозовский)
- Дом № 42. Трёхэтажное краснокирпичное здание больницы, принадлежавшей Покровской общине. Построено в 1913 году по проекту русского архитектора Леонида Васильевича Стеженского к трёхсотлетию правления дома Романовых. Первоначально оно было двухэтажным, с эффектным декором русского стиля, но впоследствии утратило свой вид в результате надстройки. Чуть дальше — два трёхэтажных корпуса, входивших в комплекс Сокольнической больницы.
- Дом № 44. Елизаветинский дворец. В XVI веке в том месте располагалось село Рубцово, принадлежавшее царю Ивану Грозному, а затем его сыну Федору Ивановичу. В следующем столетии Михаил Фёдорович — первый царь из династии Романовых — построил там свой загородный дворец. Вскоре при нём была заложена церковь в честь Покрова Богородицы, а село стало называться Покровским. После смерти Елизаветы дворцом практически не пользовались, и он быстро пришёл в запустение. Спустя столетие, в 1870 году, во дворце была размещена московская Владыко-Покровская епархиальная община сестёр милосердия, которая в 1872 году получила статус монастыря. Была также построена церковь Покрова. В советский период монастырь был упразднён, его каменная ограда разрушена.
- Церковь Благовещения. Построена в 1906 году при Сапёрных казармах по типовому проекту воинского храма архитектора Вержбицкого, утверждённому министром Куропаткиным. Здание реставрировано, в храме совершаются службы с 2009 года. В интерьере современная роспись, орнаментальные мотивы восходят к русского модерну, изображения святых — к эскизам Михаила Врубеля (в частности изображение Ангела в арке притвора).

Располагавшиеся по обе стороны улицы многочисленные двухэтажные кирпично-бревенчатые дома были снесены в 1960—1980-е годы, на их месте появились типовые 12-этажки.

## Транспорт
На всём протяжении по улице Гастелло проходит маршрут автобуса № т32, соединяющий ближайшие к улице станции метро «Сокольники» и «Электрозаводская». Кроме того, от Электрозаводского моста до улицы Матросская тишина по улице проходит маршрут автобуса № 78. До 28 апреля 2017 года ходил троллейбус № 32 (заменён автобусом т32). Со стороны Елизаветинского дворца, за Электрозаводским мостом, расположена платформа «Электрозаводская» Рязанского направления МЖД и одноимённые станции метро.